# Never Ending Song
Never Ending Song är en låt framförd av den amerikanska singer-songwritern Conan Gray, inspelad till hans tredje studioalbum Found Heaven (2024). Gray skrev låten tillsammans med de svenska musikproducenterna Ilya Salmanzadeh och Max Martin. Republic Records gav ut låten som en musiksingel den 19 maj 2023 genom att göra den tillgänglig för streaming och digital nedladdning. "Never Ending Song" är en poplåt med retroinspirerad 1980-talskänsla. Den innefattar element av poprock, new wave och syntpop. Texten beskriver en dålig och tumultartad kärleksrelation som aldrig tar slut och jämförs med en "oändlig låt". Gray förklarade att låten, istället för att sörja negativa känslor, var en hyllning till dem och beskrev kompositionen som "början på en ny berättelse".
"Never Ending Song" blev kritikerrosad av musikjournalister som lyfte fram produktionen och den nya musikaliska riktningen. Recensenter uttryckte även gillande över Grays val att framföra sången i en lägre tonart än i sin tidigare diskografi. Musikvideon till låten regisserades av Bardia Zeinali och hade premiär samma dag som singeln på Grays officiella Youtube-kanal. I den 1980-talsinspirerade videon ses Gray gå in i en nattöppen matbutik och utföra danskoreografi i butikens gångar tillsammans med flera bakgrundsdansare. Videon fick beröm av musikjournalister vilka noterade ett stilskifte från den mera androgyna imagen under Superache-eran till en mer hårdför look. Efter utgivningen gick "Never Ending Song" in på förgreningslistor i USA och Nya Zeeland.

## Bakgrund och utgivning
I mars 2020 släppte den amerikanska singer-songwritern Conan Gray sitt debutalbum Kid Krow på Republic Records. Gray var initialt en youtubare som gjort sig känd genom personliga vloggar vilka följde hans tonårsliv i den sömniga småstaden Georgetown, Texas. Kid Krow blev årets bästsäljande debutalbum i USA och innehöll musiksinglarna "Maniac" och "Heather". Den sistnämnda låten blev en sleeper hit efter att ha gått viral på Tik Tok och fick över en biljon streams på Spotify. Gray släppte sitt kritikerrosade andra studioalbum Superache år 2022. Som på föregående verk skrev han själv alla låttexter och kommenterade i en intervju: "Att skriva det här albumet var rätt miserabelt, och därför blev det också en äkta reflektion av mitt liv. Det kändes som att jag skrapade bort de sista köttslamsorna från min bröstkorg." Under albumlanseringen begav sig Gray ut på sin fjärde konsertturné, The Superache Tour, som startade i september 2022 och pågick till mars 2023. Han var även gästartist på Olivia Rodrigos Sour Tour i Vancouver, Kanada där duon framförde Katy Perrys "The One That Got Away".
I maj 2023 började Gray posta teasers med filmklipp från en nattöppen mataffär på sociala medier. I kryptiska meddelanden antydde Gray att han anställde till nattskiftet på "Food Heaven Grocery". Fans runtom i USA upptäckte uppsatta affischer med texten: "Hjälp önskas. Conan behöver din hjälp att täcka nattskiftet". NME rapporterade att fans uppmanades lämna sina kontaktuppgifter till den "mystiska" hemsidan foodheavengrocery.com. De korta videoklippen på Grays sociala medier var en referens till kulissen för en ny musikvideo. Den 19 maj samma år gav Republic Records ut "Never Ending Song" som en musiksingel genom att göra den tillgänglig för streaming och digital nedladdning. På singelomslaget syns Gray stå på ett knä med ena armen uppsträckt mot en mörk himmel. I horisonten bakom Gray syns ett åskoväder. Runt hans kropp syns en glödande droppformad medaljong med en stjärna i mitten. Symbolen användes frekvent under lanseringen av låten. "Never Ending Song" blev Grays första singelutgivning sedan "Disaster" i juni 2022. Vid utgivningen skrev Gray på sina sociala medier: "Jag hoppas ni känner hur brett vi log när vi skapade den här låten. Önskar er en glad start på sommaren."

## Komposition och låttext
"Jag ville skapa något som kändes som en sann reflektion över vem jag är nu för tiden. Jag ville fira mina känslor istället för att sörja dem. Det är vackert att vi får växa och förändras tillsammans. 'Never Ending Song' är början på en ny berättelse."
"Never Ending Song" är en poplåt i 1980-talsretrostuk, vilket blev en markant stiländring jämfört med Grays tidigare musik. Den har total speltid på två minuter och trettiofem sekunder (2:35). Texten skrevs av Gray tillsammans med de svenska musikproducenterna Ilya Salmanzadeh och Max Martin där den sistnämnda stod för produktionen. Musikaliskt drivs låten av syntar och har en viss antydan till "nostalgisk" poprock. Den inleds med ett trumsolo innan beatsen kommer in. Utöver poprock innefattar kompositionen även antydan till new wave och syntpop. "Never Ending Song" blev första gången som Gray använde sitt lägre röstläge vilket musikjournalister ansåg gav låten mera dramatik och djup. Kompositionen har korta verser som beskrevs som "väldigt melodiösa" och en simpel men "effektfull" refräng. Gray använder något ljusare toner i bryggan innan han återvänder till lägre tonarter under låtens resterande delar. Mot slutet övergår sången i, vad en annan musikjournalist, beskrev som "något ambitiösare ad-libs" där Gray även använder sin falsett.
Texten beskriver hur Gray förhåller sig till hjärtekross och att vara den mognare parten medan man går vidare. Den normaliserar känslor av smärta och trauma samtidigt som Gray uttrycker stark saknad. Om innebörden kommenterade Gray: "[Låten handlar om] en smärtsam och tumultartad relation som aldrig verkar dö hur mycket du än försöker. Den bara fortsätter och fortsätter." Han utvecklade: "Det kanske bara så relationen ser ut eller så vill du i hemlighet inte att den ska ta slut. Jag har alltid gillat att klä upp min sorg i glad dansant musik." Gray sjunger: “You and I/ Sacrificed my adolescence/ Just to waste my time/ On the edges of your life” innan han fortsätter med att sjunga: “But we’ve grown too close/ Now it can’t amount to nothing/ I can hear your voice/ In the music on the radio/ And it goes/ On and on and on/ Like a never ending song”. Gray sa att låten en en "hyllning till känslor" och hur han växer och förändras som artist. I samma intervju beskrev han "Never Ending Song" som "början på en berättelse".

## Mottagande

### Professionella recensioner
Lyndsey Hevens från Billboard beskrev "Never Ending Song" som en "uppfräschade retro, technicolorfärgad hit" och att den upplevdes som "skräddarsydd" för arenor. Hon jämförde den med "Human" av The Killers men med 1980-talsenergi. Philip Logan från webbplatsen Celeb Mix beskrev låten som en "ljus och vågad popdänga där 1980-talsromantik möter nya sekelskiftet." Musikjournalisten Thomas Bleach beskrev "Never Ending Song" som en "hybrid av The Killers och Troye Sivan" och ansåg att låten var "unikt fräsch". Han fortsatte: "Om man ska gå efter den här låten så kan man säkert säga att nästa kapitel för Conan Gray kommer bli experimentellt och djupgående. Det känns som att vi äntligen får se vem han vill vara som artist efter en lång tids turnérande och slutsålda shower." Webbplatsen The Musical Hype konstaterade: "Kort men bra, 'Never Ending Song' är ytterligare en vinnare för en artist som fler verkligen bör lägga märke till." Rafael Bautista, en musikjournalist vid Nylon Manila, skrev: "Conan Grays nya singel bör klassas i kategorin 'moderna poplåtar som gör 1980-tal på rätt sätt'. 'Never Ending Song' låter som den plockats direkt ur en romantisk komedi från 80-talet."
Matt Torres från Soundazed ansåg att Gray fortsatte att befästa sin position som en av sin generations främsta popsångare med "Never Ending Song". Han fortsatte: "[...] Låten tar oss på en resa likt aldrig förr, överstiger alla förväntningar och lämnar oss totalt mållösa. Vad som gör låten så hänförande är de pulserande beatsen tillsammans med Grays sammetslena barytonstämma som dansar över en 80-talsinspirerad syntmelodi. Kontrasten är adrenalinpumpande och totalt oväntad, vilket gör att man vill ha mer. När låten fortsätter når Grays röst otroliga höjder som med lätthet tar höga toner vilka passar utmärkt till djupet i de tidigare verserna." Rebecca Hsu från The Pitt News inkluderade låten på hennes lista över "fem nya indielåtar man måste höra". Hon skrev: "Låten fokuserar på kvardröjande känslorna kring en tidigare kärleksrelation, som aldrig riktigt tynar bort (som en 'never ending song'). Utöver textens nostalgitema besitter kompositionen alla kvaliteter man förväntar sig från en 80-tals hit. Dansanta syntar, trummor och en sångstil som påminner mycket om David Bowies. Gray utforskar ett nytt landskap och för lyssnaren tillbaka i tiden." Hsu utvecklade: "Singeln introducerar en ny era för artisten, men innehåller fortfarande mycket som är typiskt för Gray. Låtens explosiva energi besitter all lekfullhet som vi sett i hans tidigare verk, nu i en helt ny genre. Texten besitter samma nostalgi kring ungdomen och dess lärdomar som är så typiska för Grays låtskrivande." Kanan Tiwari, en skribent på Medium beskrev låten som "hänförande" och fortsatte: "Den hämtar inspiration från det romantiska 80-talet och Gray kombinerar elementen med en modern tvist, vilket ger en medryckande refräng."

### Försäljning och streaming
"Never Ending Song" gick in på plats 19 på Billboard-listan Hot Rock & Alternative Songs den 3 juni 2023. Den 26 juni samma år gick låten in på plats 39 på förgreningslistan Pop Airplay. I Nya Zeeland gick låten in på plats 9 på Hot Singles Chart, en förgreningslista till den officiella singellistan NZ Top 40 Singles Chart. Fram till augusti 2023 hade låten fått 40 miljoner streams sammantaget på alla plattformar.

## Musikvideo
Musikvideon till "Never Ending Song" är genomgående i 1980-talstema. Den har en total speltid på fyra minuter och regisserades av Bardia Zeinali. Om videon berättade Gray för Rolling Stone: "Jag ville att musikvideon till 'Never Ending Song' skulle visa vad vi alla önskat att vi kunde göra när en favoritlåt börjar spelas. Man går in i sin egen lilla värld och allt känns helt plötsligt som en musikvideo. Dina fotsteg passar med beatsen, dina kläder känns lite coolare– du vill bara börja sjunga med. Det har hänt så många gånger när man är i mataffären, i skolan eller ute och man desperat önskat att man kunde gå loss i en fullskalig läppsynkad danskoreografi. 'Never Ending Song' är en sådan låt." Videon innebar ett stilmässigt skifte för Gray där Vogue jämförde förändringen med när skolans "teaternörd" plötsligt blir en "bad-boy". Under Superache-eran sågs Gray ofta i androgynt och eteriskt mode vilket nu var utbytt till en mer hårdför look. Han ses bära en skräddarsydd James Dean-inspirerad skinnjacka med gula påsydda stjärnor. Jackan kompletteras med en 1980-talsinspirerad t-shirt med V-hals, fingerlösa handskar och Denimjeans. Stylisten Katie Qian och Gray ville ha en simpel men tidlös look till videon. I en intervju sa Qian: "Vi samarbetade med ett fantastiskt team på Coach för att skapa en specialgjord version av deras motorcykeljacka. Jackan tillsammans med klassiska jeans, t-shirt, solglasögon, motorcykelhandskar och sneakers var en enkel men effektfull look. Conan och jag hade riktigt kul ihop!"
Videon inleds med att Gray ses anlända med bil framför en nattöppen mataffär, den fiktiva Food Heaven Grocery. Han kliver in samtidigt som en ur personalen meddelar att affären stänger om tio minuter. Gray uppmärksammas av en uttråkad kassörska som himlar med ögonen åt hans entré. Samtidigt avslutar butikspersonalen nattens sista varuplock medan en säkerhetsvakt sitter och sover vid dörröppningen. Gray går längre in i butiken och börjar så småningom att dansa och sjunga med i texten samtidigt som andra kunder plockar ned det sista i sina kundvagnar och beger sig mot kassorna. Efter att affären har stängt och släckts ner inleder Gray, andra kunder och butikspersonal en synkroniserad danssekvens vid grönsaksavdelningen. Dansen fortsätter till kassorna där Gray utför koreografi på kassabandet. Rhian Daly från webbplatsen uDiscover Music beskrev videon som "omedelbart ikonisk" något som även uttrycktes i Tiwaris recension av låten på Medium. Tiwari ansåg även att videon visade på Grays artistiska utveckling. Andre-Naquian Wheeler från Vogue ansåg att videon "perfekt" fångade Grays tuffare stilskifte.

## Liveframträdanden
Gray framförde låten live den 5 augusti 2023 vid musikfestivalen Shoreline Amphitheatre som hölls av radiostationen Wild 94.9. Riff noterade hur Gray samlat kvällens yngsta publik jämfört med övriga artister. Han framförde låten i svarta läderbyxor, solglasögon och en svart tröja. Han uppträdde med låten några dagar senare vid Outside Lands-festivalen i Golden Gate Park, San Francisco. Han öppnade konserten med "Never Ending Song" som senare övergick till "Telepath" (2021).

## Format och låtlistor
Information hämtad från Discogs.
| 1. | "Never Ending Song" | 2:35 |

## Medverkande
Information hämtad från Discogs.
- Conan Gray – sång, låttext
- Karl Martin Sandberg – sång, låttext, musikproducent, bakgrundssång, gitarr, programmering, bas, trummor, keyboard
- Ilya Salmanzadeh – programmering, bas, trummor, keyboard
- Randy Merrill – mastering
- Bryce Bordone – ljudmix
- Jeremy Lertola – ljudteknik
- Lennon Kloser – gitarr
- Serban Ghenea – ljudmix
- Doris Sandberg – bakgrundssång
- Luka Kloser – bakgrundssång

## Topplistor

### Veckolistor
| Lista (2023)                                 | Topplacering |
| -------------------------------------------- | ------------ |
| Nya Zeeland (NZ Hot Singles Chart)           | 9            |
| USA Pop Airplay (Billboard)                  | 39           |
| USA Hot Rock & Alternative Songs (Billboard) | 19           |

## Utigvningshistorik
| Land            | Datum       | Utgåva   | Format                        | Skivbolag | Ref.   |
| --------------- | ----------- | -------- | ----------------------------- | --------- | ------ |
| Internationellt | 19 maj 2023 | Standard | Digital nedladdning streaming | Republic  | [ 14 ] |